# کیم تامسون
کیم تامسون (انگلیسی: Kim Thomson؛ زادهٔ ۳۰ اکتبر ۱۹۵۹) بازیگر تئاتر، و سینمای اهل بریتانیا است.
از فیلم‌ها یا برنامه‌های تلویزیونی که وی در آن نقش داشته‌است، می‌توان به پیام، ۱۴۰۸، دفتر خاطرات شاهزاده خانم ۲: نامزدی سلطنتی، محاکمه و مجازات، پسر قد بلند و ماجراهای شرلوک هلمز (۱۹۹۱) قسمت «موکل برجسته» اشاره کرد.